# Jørgen Bentzon
Jørgen Liebenberg Bentzon (14. februar 1897 i København – 9. juli 1951 i Hørsholm) var en dansk embedsmand, komponist og musikpolitiker. Hans alsidige begavelse gav sig også udtryk inden for malerkunst. Bror til forfatteren Inger Bentzon, fætter til komponisten Niels Viggo Bentzon og musikeren Johan Bentzon. Han er far til musikeren Adrian Bentzon, forfatter Lica Weis Næraa, musiketnolog Fridolin Weis Bentzon og
kunstmaler Viggo Bentzon.
Allerede som treårig lærte han at læse og skrive. Som syvårig spillede han cello og senere klaver. Han skulle som voksen kunne begå sig på ikke mindre end 17 sprog. Efter studentereksamen begyndte han at studere jura. Samtidig med sine jurastudier uddannede Jørgen Bentzon sig i musik. 1915-19 var han elev af Carl Nielsen og 1920-21 studerede han i Leipzig med Siegfried Karg-Elert Sigfrid Karg-Elert som lærer i komposition. 
Desuden bestred han poster i statsadministrationen. Han var ansat i justitsministeriet fra 1921 og 1933-1951 var han protokolsekretær i Højesteret. Tidligt gjorde han sig gældende i musikpolitiske sammenhænge som formand for den danske sektion af ISCM Gesellschaft für Neue Musik (i Danmark Ny Musik og senere DUT) 1927-1930. I 1927 blev han medlem af Dansk Koncertforenings bestyrelse og i 1931 medlem af bestyrelsen for Samfundet til udgivelse af dansk musik. Fra 1934 var han næstformand i Dansk Tonekunstnerforening. I disse sammenhænge var Jørgen Bentzon en flittig debattør. 
I slutningen af 1920'erne stiftede han bekendtskab med ideen om musikuddannelse for alle, som blev praktiseret i Tyskland af bl.a. Fritz Jöde Fritz Jöde. Denne havde sammen med andre oprettet en Jugendmusikschule Jugendmusikschule og senere en Volksmusikschule I Berlin. Jöde holdt en række "Offene Singstunden", som var et forsøg på at forny det folkelige musikliv. I 1929 fik Bentzon Det anckerske Legat og rejste til Spanien, Frankrig og Tyskland. Et halvt års ophold i Berlin på denne tur brugte han til grundige studier af, hvordan folkemusikskolerne virkede der. Derefter oprettede han i 1931 sammen med Finn Høffding den første danske folkemusikskole i København og skrev hertil en mængde værker for amatører. 1937-1946 var han formand for De danske Folkemusikskoler og til 1948 medlem af bestyrelsen. I Sine sidste år overlod han dog det praktiske arbejde med folkemusikskolerne til andre for at koncentrere sig om sit kompositionsvirke. Finn Høffding og Jørgen Bentzon var pionererne i den bevægelse, der i slutningen af 1900-tallet bevirkede at næsten alle danske kommuner oprettede kommunale musikskoler.

## Musikken
Bentzons musik falder i tre grupper. De tidlige arbejder fra 1920'erne er på et højt intellektuelt og artistisk niveau, en type musik som han blev ved med at skrive hele livet. Fra omkring 1930 skrev han en del værker der var beregnet til amatører og børn. I sine sidste år forsøgte han at folkeliggøre sine mere ambitiøse værker.

### Værkerne (ikke komplet)
- op. 1 Variationer over et tema af Chopin (klaver)
- op. 2 Divertimento (strygetrio 1921)
- op. 3 Strygekvartet nr. 1 (1922)
- op. 5 Dramatisk ouverture
- op. 6 Strygekvartet nr. 2 (1924)
- op. 7 Sonatine (fløjte klarinet og fagot 1924)
- op. 9 3 sange for kor (1925)
- op. 10 Rapsodisk etude for engelsk horn (1926)
- op. 11 Strygekvartet nr. 4 (Præludio patetico 1925)
- op. 12 Variazioni interotti (1926)
- op. 13 4 sange (Opfordring … 1927)
- op. 14 Tema med variationer (klarinet-solo 1927)
- op. 15 Strygekvartet nr. 5 (1928)
- op. 16 Tre ekspressive skitser (violin og cello 1927)
- op. 17 Variationer over en dansk folkevise (1928)
- op. 18 Symfonisk trio (1929)
- op. 19 5 sange (1931)
- op. 20 Hvem vil med op at flyve
- op. 21 Sange (Efterårsnatten, Skibe …)
- op. 22 Småsange
- op. 23 Musikantisk koncertino
- op. 24 Intermezzo (violin og klarinet 1935)
- op. 25 Racconto nr. 1 (fløjte, sopran sax, fagot og kontrabas 1935)
- op. 26 3 Fabler (kor)
- op. 28 Variationer for orkester
- op. 27 Fotomontage (orkester 1934)
- op. 28 Variationer for mindre orkester (1936)
- op. 30 Racconto nr. 2 (fløjte, violin, bratsch og cello 1936)
- op. 31 Raccoto nr. 3 (fløjte, klarinet og fagot 1937)
- op. 32 En romersk fortælling (kor, soli og klaver 1938)
- op. 33 Sinfonia seria
- op. 34 Studie i variationsform (1938)
- op. 35 Sinfonia buffo (1939)
- op. 36 Sange (Lyse Land ….)
- op. 37 Symfoni nr. 1 (Dickenssymfoni 1941)
- op. 38 Sange (Lirekassen …1938)
- op. 39 Kammerkoncert nr. 3. (klarinet solo og orkester 1943)
- op. 40 Jorum (kor 1943)
- op. 41 Sinfonietta for strygeorkester (1941)
- op. 42 Fabula
- op. 43 Klaversonate nr. 1 (1946)
- op. 44 Mikrofoni Nr. 1 (fløjte, violin, cello, sang og klaver 1939/1948)
- op. 45 Racconto nr. 4 (violin, engelskhorn og klaver 1944)
- op. 46 Racconto Nr. 5. (blæserkvintet 1948)
- op. 49 Racconto nr. 6 (strygekvartet 1949)

- Intermezzo i d-mol (violin og klarinet 1924)
- Intermezzi espressivi (1926)
- Sonate (1927)
- Morgen- og Aftenmusik (1931)

- Introduktion, Variationer og Rondo (altsax og strygere 1938)
- Saturnalia (opera 1944)
- Sonatine (1945)
- 2. symfoni (1947)
- Musikantisk concertino 1950??
- 5 monologer for soloviolin 1951